# Siphonicytara serrulata
Siphonicytara serrulata is een mosdiertjessoort uit de familie van de Siphonicytaridae. De wetenschappelijke naam van de soort is voor het eerst geldig gepubliceerd in 1884 door Busk.